# Claudio Uriarte
Claudio Uriarte ( Buenos Aires, Argentina, 13 de junio de 1959 – ibídem, 28 de julio de 2007) fue un periodista argentino cuyo nombre completo era Claudio Miguel Uriarte que trabajó en diversas publicaciones de su país como Tiempo Argentino, Convicción, Confirmado, Noticias, Clarín, y diez años en Página/12, donde pasó de redactor a editor. Al final de su vida trabajó en el diario Ámbito Financiero y también, en el pasado, en medios internacionales. Sobre música clásica, en tanto, escribió en dos revistas especializadas: Cultura y Clásica. Fue también el escritor de una notable biografía de Massera titulada El Almirante Cero. Biografía no autorizada de Emilio Eduardo Massera.